# Zamora Club de Fútbol
|  | No s'ha de confondre amb Zamora FC. |

El Zamora Club de Fútbol és un club de futbol de la ciutat de Zamora a Castella i Lleó. Actualment juga a la Primera Divisió RFEF.

## Història
Es fundà el 2 d'agost de 1969. Ocupà a la ciutat el lloc del desaparegut Atlético Zamora (1943-1964). El primer president fou Manuel Fidalgo Domínguez. El club debuta a Segona B la temporada 1978-79. Des d'aleshores ha combinat la Segona B amb la Tercera Divisió. Els anys 2001, 2003 i 2005 disputà el play off d'ascens a Segona A sense reeixir. El 2006 arribà a vuitens de final de la Copa del Rei, essent eliminat pel FC Barcelona (1-3 i 6-0).
L'Estadi Ruta de la Plata, inaugurat el 2002, substituí l'antic estadi de La Vaguada. El nou estadi té una capacitat per a 7.813 persones i unes dimensions de 104x70 metres.

## Dades del club
- Temporades a Primera Divisió: 0
- Temporades a Segona Divisió: 0
- Temporades a Segona Divisió B: 21
- Temporades a Tercera Divisió: 19
- Millor classificació a la lliga: 2n (Segona B temporada 2002-03)
- Pitjor classificació a la lliga: 16è (Segona B temporada 1997-98)
- Millor classificació a la Copa del Rei: Vuitens de Final contra FC Barcelona (temporada 2005-06)